# Sven Ljungstedt
Sven Axel Ivar Ljungstedt, född den 1 augusti 1886 i Kalmar, död den 22 juli 1967 i Nyköping, var en svensk ämbetsman.
Ljungstedt avlade juris kandidatexamen i Uppsala 1910. Han blev extra ordinarie notarie i Göta hovrätt samma år, biträdande länsnotarie i Jönköpings län 1913, extra länsnotarie i Södermanlands län 1917, ordinarie länsnotarie där 1918 och länsassessor 1923. Ljungstedt var landssekreterare i samma län 1935–1951. Han blev riddare av Vasaorden 1931 och av Nordstjärneorden 1940 samt kommendör av andra klassen av sistnämnda orden 1948.